# Stojan
Stojan je moško osebno ime.

## Izvor imena
Stojan je ime slovanskega izvora. Ime je lahko nastalo iz zloženih slovanskih imen, katerih prva sestavina je stoj npr. Stojislav, Stojidrug, Stojimir, in s sufiksom -an. Sestavina stoj se razlaga kot velelnik glagola stati, starocerkvenoslovansko stojati, staropoljsko stojać, srbsko stajati, stojim v pomenu besede »stoj, ostani.«  

## Različice imena
- moške različice imena: Stojadin, Stojančo, Stojča, Stojče, Stojiša, Stojko, Stojo, Stojša, Stole
- ženske različice imena: Stojana, Stojanka

## Pogostost imena
Po podatkih Statističnega urada Republike Slovenije je bilo na dan 31. decembra 2007 v Sloveniji število moških oseb z imenom Stojan: 1.596. Med vsemi moškimi imeni pa je ime Stojan po pogostosti uporabe uvrščeno na 129. mesto.

## Osebni praznik
Ime Stojan je v koledarju uvrščeno k imenu Virgil. Virgil je bil škof v Tridendu, † 26. junija v 4. stol.

## Znane osebe
- Stojan Auer, slovenski RTV voditelj,menedžer in lokalni politik
- Stojan Albert Bajič, pravnik, strokovni publicist (>>ZDA)
- Stojan Batič, slovenski kipar
- Stojan Binder, elektroenergetski gospodarstvenik, politik
- Stojan Bračič, jezikoslovec germanist
- Stojan Brajša, hrvaško-slovenski pravnik in publicist (Trst)
- Stojan Brezočnik, slikar, grafik
- Stojan Binder, podjetnik in politik
- Stojan Burnik, športni pedagog, alpinist
- Stojan Cigoj, pravnik, profesor, akademik
- Stojan Cirk, publicist, častnik
- Stojan Colja, igralec
- Stojan Gala, kirurg in športni delavec
- Stojan Globočnik, gradbenik
- Stojan Gorup, fotograf
- Stojan Grauf, slikar, risar, restavrator
- Stojan Grilj, dikrektor DURS
- Stojan Guzelj, sanitarni inženir
- Stojan Havliček, zdravnik onkolog
- Stojan Horvat, strojnik
- Stojan Jakin, župan Vrhnike
- Stojan Jeretin, zdravnik anesteziolog, inovator
- Stojan Kastelic, polkovnik SV
- Stojan Kerbler, fotograf, organizator
- Stojan Kokošar, menedžer
- Stojan Kravanja, gradbenik
- Stojan Kuret, dirigent, zborovodja
- Stojan Ledinek, veteran vojne za Slovenijo
- Stojan Lipolt, arhitekt, razisovalec in ohranjevalec kulturne dediščine
- Stojan Moderc, športni (dresurni) jahač
- Stojan Pečlin, informatik (bibliometrija)
- Stojan Pelko, cinefil, filozof, sociolog. prevajalec
- Stojan Perhavc, gospodarstvenik
- Stojan Petelin, strojnik, energetik, strok. za jedrsko energijo, profesor
- Stojan Petrič, gospodarstvenik, menedžer, ...
- Stojan Plesničar, zdravnik onkolog
- Stojan Potrč, zdravnik kirurg
- Stojan Požar, politik in literat
- Stojan Pretnar, slovenski pravnik, profesor in akademik
- Stojan Puc, šahovski velemojster
- Stojan Puhalj, smučarski trener
- Stojan Razmovski, makedonsko-slovenski slikar
- Stojan Ribnikar, gradbenik in konservator kulturnih objektov (gradov...)
- Stojan Sancin, jamar
- Stojan Sedmak, polkovnik SV
- Stojan Skalicky, arhitekt
- Stojan Spetič, slovenski novinar in politik v Italiji
- Stojan Stavber, kemik
- Stojan Ščuka, direktor parka Škocjanske jame
- Stojan Ščurek, vinar
- Stojan Škodnik, zdravnik kirurg
- Stojan Špegel, slikar in literat (pesnik)
- Stojan Trošt, geograf, šolnik
- Stojan Vrabl, fitopatolog, entomolog
- Stojan Zabukovec, polkovnik SV
- Stojan Zafred, slikar tetraplegik
- Stojan Zalar, metalurg, računalničar
- Stojan Zdolšek, odvetnik
- Stojan Žigon, kemik
- Stojan Žitko, novinar
- Stojan Žmitek, "prvi čolnarski mojster" v Elanu (poliesterska vlakna)
- Stojan Armič, direktor elektroinštituta Milan Vidmar